# Aeroflotskyï
Aeroflotskyï (en ukrainien : Аерофлотський) ou Aeroflotski (en russe : Аэрофлотский ; en tatar de Crimée : Aeroflotskiy) est une commune urbaine de la république autonome de Crimée. Sa population s'élevait à 2 325 habitants en 2013.

## Géographie
Aeroflotskyï est située à 10 km au nord-ouest de Simferopol, à laquelle elle est reliée par trolleybus et autobus.

## Administration
Aeroflotskyï fait partie de la municipalité de Simferopol (en ukrainien : Сімферопольська міськрада, Simferopols'ka mis'krada), qui comprend également la ville de Simferopol, les communes urbaines d'Ahrarne, Hressivskyï et Komsomolske, et le village de Bitoumne. Aeroflotskyï se trouve dans le raïon de Zaliznytchnyï, l'un des trois raïons de la municipalité.

## Histoire
Aeroflotskyï fut fondée en 1935 dans le cadre de la construction de l'aéroport « Central » et a le statut de commune urbaine depuis 1962.

## Population
Recensements (*) ou estimations de la population :
| 1970* | 1979* | 1989* | 2001* | 2008  |
| ----- | ----- | ----- | ----- | ----- |
| 1 450 | 1 879 | 2 787 | 1 970 | 2 210 |

| 2009  | 2010  | 2011  | 2012  | 2013  |
| ----- | ----- | ----- | ----- | ----- |
| 2 219 | 2 228 | 2 254 | 2 296 | 2 325 |